# 融水ミャオ族自治県
融水ミャオ族自治県（ゆうすい-ミャオぞく-じちけん）は中華人民共和国広西チワン族自治区柳州市に位置する自治県。

## 行政区画
- 鎮:融水鎮、和睦鎮、三防鎮、懐宝鎮、洞頭鎮、大浪鎮、永楽鎮
- 郷:四栄郷、香粉郷、安太郷、汪洞郷、桿洞郷、安陲郷、白雲郷、紅水郷、拱洞郷、良寨郷、大年郷
- 民族郷:同練ヤオ族郷、滾貝トン族郷